# Никифор Вриений Стари
Никифор Вриений Стари (на средногръцки: Νικηφόρος Βρυέννιος ο πρεσβύτερος; на латински: Nicephorus Bryennius; † сл. 1094 вероятно в Адрианопол/Одрин) е византийски генерал/военачалник и узурпатор против император Михаил VII Дука (упр. 1071 – 1078). Той е дук на тема България от 1072 до 1073 г.
Той е син на византийския генерал Никифор Вриений († сл. 1057), който неуспешно се бунтува през 1057 г. против император Михаил VI Стратиот. Както баща му той прави военна кариера при императорите Константин X Дука и Роман IV Диоген. В Битката при Манцикерт срещу селджуките той командва лявото крило през 1071 г.
Никифор Вриений служи при император Михаил VII от 1072 до 1073 г. като дук на България. Той потушава през 1073 г. въстанието на Георги Войтех и Константин Бодин и възстановява византийското господство.. След това той става дук на тема Дирахий.
През 1077 г. брат му Йоан Вриений († 1078) прави опит за въстание в Адрианопол против император Михаил VII Дука, заради слабостта му, и могъщият му министър Никифорица. Никифор Вриений първо обмисля дали да се включи във въстанието, но в Траянополис в тема Тракия, в провинция Родопа се провъзглася през октомври 1077 г. за геген-император. Той събира войска от траки, българи, македонци, славяни, италианци, франки, огузи и гърци и я изпраща през ноември 1077 г. под командването на брат му Йоан от Адрианопол пред стените на Константинопол. Михаил VII успява да накара обсаждащите да се върнат обратно в Тракия. На 7 януари в Никея Никифор III Вотаниат също се издига на геген-император и Михаил VII трябва да освободи трона за него края на март 1078 г.
Никифор III Вотаниат предлага на Никифор Вриений титлата кесар, ако се откаже от императорските си амбиции и му се подчини. Той не се съгласява и Никифор III Вотаниат изпраща младия генерал Алексий I Комнин с войска против него. В битката при Каловария/Калабрие в Тракия 1078 г. Никифор Вриений е победен и затворен. Никифор Басилакес, който с останалата войска в Солун, също се провъзглася за император, малко по-късно също е подчинен от Алексий I Комнин.
Никифор III Вотаниат ослепява съперника за трона, оставя му обаче собствеността му и му дава нови високи служби. Никифор Вриений се връща вероятно обратно в родния си град Адрианопол и през 1094/95 г., въпреки че е сляп, го защитава срещу нападението на куманите с претендента Псевдо-Константин Диоген († сл. 1095), който разказва че е 1073 г. умрелият син на император Роман IV.
Неговият внук (или син), историкът Никифор Вриений, чрез женитбата му с Анна Комнина става зет на император Алексий I Комнин.